# Ortalis wagleri
La chachalaca ventricastaña (Ortalis wagleri) es una especie de ave galliforme de la familia Cracidae. Se distribuye solamente en el noroeste de México (en el sur de Sonora, el suroeste de Chihuahua, Sinaloa, el oeste de Durango, el oeste de Nayarit y el noroeste de Jalisco). Su hábitat natural más común es el bosque seco tropical. Aunque generalmente se encuentra a menos de 1300 m s. n. m. (metros sobre el nivel del mar), llega a encontrarse ocasionalmente hasta a 2000 m s. n. m.
Al parecer, en el sur de Sinaloa la nidada ocurre principalmente en junio, y un poco menos en mayo y julio. Generalmente ponen tres huevos.
Se alimentan de frutas en los árboles.